# Os det bare os
Os det bare os var et dansk tv-børneprogram af børn, med børn og for børn, produceret og sendt første gang i 1994 af DR.
Der var oprindelig fire børn med, 2 drenge og 2 piger
- Bella Ahrenberg Benzon
- Michael Drud
- Emilia Huusfeldt
- Emil Kærså

Drud var kun med i nogle af de første afsnit, mens de tre andre var med i hele seriens længde.
Programmet handlede om forskellige ting og havde ofte et gennemgående tema, og blev ofte afsluttet med en quiz, hvor det ofte var Emilia, som var vært, og ofte var der et seerspørgsmål til sidst.